# فهرست شهرهای ویرجینیای غربی
| نام                                 | نوع    | جمعیت (۲۰۱۰) |
| ----------------------------------- | ------ | ------------ |
| اکوویل، ویرجینیای غربی              | CDP    | ۵۷۴          |
| ادیسون، ویرجینیای غربی              | pueblo | ۷۷۶          |
| آلبرایت، ویرجینیای غربی             | pueblo | ۲۹۹          |
| آلدرسون، ویرجینیای غربی             | pueblo | ۱۱۸۴         |
| الم کریک، ویرجینیای غربی            | CDP    | ۱۷۴۹         |
| امراستدال، ویرجینیای غربی           | CDP    | ۳۵۰          |
| اناوالت، ویرجینیای غربی             | pueblo | ۲۲۶          |
| انمور، ویرجینیای غربی               | pueblo | ۷۷۰          |
| انستد، ویرجینیای غربی               | pueblo | ۱۴۰۴         |
| اپل گروو، ویرجینیای غربی            | CDP    | ۲۰۴          |
| آتن، ویرجینیای غربی                 | pueblo | ۱۰۴۸         |
| اوبورن، ویرجینیای غربی              | pueblo | ۹۷           |
| اورورا، ویرجینیای غربی              | CDP    | ۲۰۱          |
| بنکرفت، ویرجینیای غربی              | pueblo | ۵۸۷          |
| باربورسویل، ویرجینیای غربی          | villa  | ۳۹۶۴         |
| باراکویل، ویرجینیای غربی            | pueblo | ۱۳۰۲         |
| بارتلی، ویرجینیای غربی              | CDP    | ۲۲۴          |
| بارتوو، ویرجینیای غربی              | CDP    | ۱۱۱          |
| بت، ویرجینیای غربی                  | pueblo | ۶۲۴          |
| بیرد، ویرجینیای غربی                | pueblo | ۲۹۰          |
| بیرد فورک، ویرجینیای غربی           | CDP    | ۱۹۹          |
| بیور، ویرجینیای غربی                | CDP    | ۱۳۰۸         |
| بکلی، ویرجینیای غربی                | ciudad | ۱۷۶۱۴        |
| بیچ باتم، ویرجینیای غربی            | villa  | ۵۲۳          |
| بلینگتون، ویرجینیای غربی            | pueblo | ۱۹۲۱         |
| بل، ویرجینیای غربی                  | pueblo | ۱۲۶۰         |
| بلمانت، ویرجینیای غربی              | ciudad | ۹۰۳          |
| بلوا، ویرجینیای غربی                | CDP    | ۹۵           |
| بنوود، ویرجینیای غربی               | ciudad | ۱۴۲۰         |
| برگو، ویرجینیای غربی                | CDP    | ۹۴           |
| برویند، ویرجینیای غربی              | CDP    | ۲۷۸          |
| بتنی، ویرجینیای غربی                | pueblo | ۱۰۳۶         |
| بتلیهم، ویرجینیای غربی              | villa  | ۲۴۹۹         |
| بورلی، ویرجینیای غربی               | pueblo | ۷۰۲          |
| بیگ چیمنی، ویرجینیای غربی           | CDP    | ۶۲۷          |
| بیگ کریک، ویرجینیای غربی            | CDP    | ۲۳۷          |
| بیگ اسندی، ویرجینیای غربی           | CDP    | ۱۶۸          |
| برچ ریور، ویرجینیای غربی            | CDP    | ۱۰۷          |
| بلاکسویل، ویرجینیای غربی            | pueblo | ۱۷۱          |
| بلنرهاست، ویرجینیای غربی            | CDP    | ۳۰۸۹         |
| بلوفیلد، ویرجینیای غربی             | ciudad | ۱۰۴۴۷        |
| بلوول، ویرجینیای غربی               | CDP    | ۲۱۸۴         |
| بووز، ویرجینیای غربی                | CDP    | ۱۲۹۷         |
| بالور، ویرجینیای غربی               | pueblo | ۱۰۴۵         |
| بوولت، ویرجینیای غربی               | CDP    | ۵۴۸          |
| بومر، ویرجینیای غربی                | CDP    | ۶۱۵          |
| بوودن، ویرجینیای غربی               | CDP    | ۹            |
| بردلی، ویرجینیای غربی               | CDP    | ۲۰۴۰         |
| برادشاو، ویرجینیای غربی             | pueblo | ۳۳۷          |
| برمول، ویرجینیای غربی               | pueblo | ۳۶۴          |
| براندونویل، ویرجینیای غربی          | pueblo | ۱۰۱          |
| برندیواین، ویرجینیای غربی           | CDP    | ۲۱۸          |
| برنتون، ویرجینیای غربی              | CDP    | ۲۴۹          |
| بریجپرت، ویرجینیای غربی             | ciudad | ۸۱۴۹         |
| بروخیون، ویرجینیای غربی             | CDP    | ۵۱۷۱         |
| بروستون میلز، ویرجینیای غربی        | pueblo | ۸۵           |
| برونوو، ویرجینیای غربی              | CDP    | ۵۴۴          |
| براش فرک، ویرجینیای غربی            | CDP    | ۱۱۹۷         |
| بوکهانون، ویرجینیای غربی            | ciudad | ۵۶۳۹         |
| باد، ویرجینیای غربی                 | CDP    | ۴۸۷          |
| بافلوو، ویرجینیای غربی              | pueblo | ۱۲۳۶         |
| لینگتن، ویرجینیای غربی              | CDP    | ۱۸۲          |
| برنزویل، ویرجینیای غربی             | pueblo | ۵۱۰          |
| کایروو، ویرجینیای غربی              | pueblo | ۲۸۱          |
| کمدن-ون-گاولی، ویرجینیای غربی       | pueblo | ۱۶۹          |
| کمرن، ویرجینیای غربی                | ciudad | ۹۴۶          |
| کیپان بریج، ویرجینیای غربی          | pueblo | ۳۵۵          |
| کرلاینا، ویرجینیای غربی             | CDP    | ۴۱۱          |
| کرپندال، ویرجینیای غربی             | pueblo | ۹۷۷          |
| کس، ویرجینیای غربی                  | CDP    | ۵۲           |
| کسویل، ویرجینیای غربی               | CDP    | ۷۰۱          |
| سیدر گروو، ویرجینیای غربی           | pueblo | ۹۹۷          |
| اسنچری، ویرجینیای غربی              | CDP    | ۱۱۵          |
| سردو، ویرجینیای غربی                | ciudad | ۱۴۵۰         |
| چاپمانویل، ویرجینیای غربی           | pueblo | ۱۲۵۶         |
| چارلستون (ویرجینیای غربی)           | ciudad | ۵۱۴۰۰        |
| چارلز تاون، ویرجینیای غربی          | ciudad | ۵۲۵۹         |
| چارلتن هایت، ویرجینیای غربی         | CDP    | ۴۰۶          |
| چاتاروی، ویرجینیای غربی             | CDP    | ۷۵۶          |
| چنسی، ویرجینیای غربی                | CDP    | ۲۸۳          |
| چیت لیک، ویرجینیای غربی             | CDP    | ۷۹۸۸         |
| چلیان، ویرجینیای غربی               | CDP    | ۷۷۶          |
| چسپیک، ویرجینیای غربی               | pueblo | ۱۵۵۴         |
| چستر، ویرجینیای غربی                | ciudad | ۲۵۸۵         |
| کلارکسبرگ، ویرجینیای غربی           | ciudad | ۱۶۵۷۸        |
| کلی، ویرجینیای غربی                 | pueblo | ۴۹۱          |
| کلارویو، ویرجینیای غربی             | villa  | ۵۶۵          |
| کلندنین، ویرجینیای غربی             | pueblo | ۱۲۲۷         |
| کوول سیتی، ویرجینیای غربی           | CDP    | ۱۸۱۵         |
| کوول فرک، ویرجینیای غربی            | CDP    | ۱۲۳۳         |
| کامفرت، ویرجینیای غربی              | CDP    | ۳۰۶          |
| کورین، ویرجینیای غربی               | CDP    | ۳۶۲          |
| کوول، ویرجینیای غربی                | CDP    | ۱۴۲          |
| کوون، ویرجینیای غربی                | pueblo | ۵۴۱          |
| کرب ارچرد، ویرجینیای غربی           | CDP    | ۲۶۷۸         |
| کرایگسویل، ویرجینیای غربی           | CDP    | ۲۲۱۳         |
| کرس لین، ویرجینیای غربی             | CDP    | ۹۹۹۵         |
| کروم، ویرجینیای غربی                | CDP    | ۱۸۲          |
| کرومپلر، ویرجینیای غربی             | CDP    | ۲۰۴          |
| کیوکامبر، ویرجینیای غربی            | CDP    | ۹۴           |
| کولودن، ویرجینیای غربی              | CDP    | ۳۰۶۱         |
| دایلی، ویرجینیای غربی               | CDP    | ۱۱۴          |
| دنیلز، ویرجینیای غربی               | CDP    | ۱۸۸۱         |
| دنویل، ویرجینیای غربی               | pueblo | ۶۹۱          |
| دیویس، ویرجینیای غربی               | pueblo | ۶۶۰          |
| دیوی، ویرجینیای غربی                | pueblo | ۴۲۰          |
| دیپوتر، ویرجینیای غربی              | CDP    | ۲۸۰          |
| دلبارتون، ویرجینیای غربی            | pueblo | ۵۷۹          |
| دسپارد، ویرجینیای غربی              | CDP    | ۱۰۰۴         |
| دیکسی، ویرجینیای غربی               | CDP    | ۲۹۱          |
| دانبار، ویرجینیای غربی              | ciudad | ۷۹۰۷         |
| دوربین، ویرجینیای غربی              | pueblo | ۲۹۳          |
| ایست بنک، ویرجینیای غربی            | pueblo | ۹۵۹          |
| ایست دایلی، ویرجینیای غربی          | CDP    | ۵۵۷          |
| اکلز، ویرجینیای غربی                | CDP    | ۳۶۲          |
| النر، ویرجینیای غربی                | pueblo | ۱۵۱۸         |
| ایلیزبت، ویرجینیای غربی             | pueblo | ۸۲۳          |
| الک گاردن، ویرجینیای غربی           | pueblo | ۲۳۲          |
| الکینس، ویرجینیای غربی              | ciudad | ۷۰۹۴         |
| الکویو، ویرجینیای غربی              | CDP    | ۱۲۲۲         |
| النبورو، ویرجینیای غربی             | pueblo | ۳۶۳          |
| انترپرایز، ویرجینیای غربی           | CDP    | ۹۶۱          |
| فایرلا، ویرجینیای غربی              | CDP    | ۱۷۴۷         |
| فرمونت، ویرجینیای غربی              | ciudad | ۱۸۷۰۴        |
| فرویو، ویرجینیای غربی               | pueblo | ۴۰۸          |
| فل اسپرینگ، ویرجینیای غربی          | pueblo | ۲۱۱          |
| فل وترز، ویرجینیای غربی             | CDP    | ۸۷۶          |
| فلز ویو، ویرجینیای غربی             | CDP    | ۲۳۸          |
| فارمینگتن، ویرجینیای غربی           | pueblo | ۳۷۵          |
| فییتویل، ویرجینیای غربی             | pueblo | ۲۸۹۲         |
| فنویک، ویرجینیای غربی               | CDP    | ۱۱۶          |
| فلتوودز، ویرجینیای غربی             | pueblo | ۲۷۷          |
| فلمینگتون، ویرجینیای غربی           | pueblo | ۳۱۲          |
| فولانسب، ویرجینیای غربی             | ciudad | ۲۹۸۶         |
| فرت اشبی، ویرجینیای غربی            | CDP    | ۱۳۸۰         |
| فرت گی، ویرجینیای غربی              | pueblo | ۷۰۵          |
| فرنک، ویرجینیای غربی                | CDP    | ۹۰           |
| فرنکلین، ویرجینیای غربی             | pueblo | ۷۲۱          |
| فرندلی، ویرجینیای غربی              | pueblo | ۱۳۲          |
| گلیپلی فری، ویرجینیای غربی          | CDP    | ۸۱۷          |
| گلوی، ویرجینیای غربی                | CDP    | ۱۴۳          |
| گری، ویرجینیای غربی                 | ciudad | ۹۶۸          |
| گاساوای، ویرجینیای غربی             | pueblo | ۹۰۸          |
| گاولی بریج، ویرجینیای غربی          | pueblo | ۶۱۴          |
| گنت، ویرجینیای غربی                 | CDP    | ۴۵۷          |
| گیلبرت، ویرجینیای غربی              | pueblo | ۴۵۰          |
| گیلبرت کریک، ویرجینیای غربی         | CDP    | ۱۰۹۰         |
| گلسگوو، ویرجینیای غربی              | pueblo | ۹۰۵          |
| گلندیل، ویرجینیای غربی              | ciudad | ۱۵۲۶         |
| گلن فریس، ویرجینیای غربی            | CDP    | ۲۰۳          |
| گلن فرک، ویرجینیای غربی             | CDP    | ۴۸۷          |
| گلن جین، ویرجینیای غربی             | CDP    | ۲۱۰          |
| گلنویل، ویرجینیای غربی              | pueblo | ۱۵۳۷         |
| گلن وایت، ویرجینیای غربی            | CDP    | ۲۶۶          |
| گرفتن، ویرجینیای غربی               | ciudad | ۵۱۶۴         |
| گرانتسویل، ویرجینیای غربی           | pueblo | ۵۶۱          |
| گرنت تاون، ویرجینیای غربی           | pueblo | ۶۱۳          |
| گرنویل، ویرجینیای غربی              | pueblo | ۷۸۱          |
| گریت ککپون، ویرجینیای غربی          | CDP    | ۳۸۶          |
| گرین بنک، ویرجینیای غربی            | CDP    | ۱۴۳          |
| گرین اسپرینگ، ویرجینیای غربی        | CDP    | ۲۱۸          |
| گرنویو، ویرجینیای غربی              | CDP    | ۳۷۸          |
| جیپسی، ویرجینیای غربی               | CDP    | ۳۲۸          |
| هامبلتون، ویرجینیای غربی            | pueblo | ۲۳۲          |
| هملین، ویرجینیای غربی               | pueblo | ۱۱۴۲         |
| هاندلی، ویرجینیای غربی              | pueblo | ۳۴۹          |
| هارمان، ویرجینیای غربی              | pueblo | ۱۴۳          |
| هارپرز، ویرجینیای غربی              | pueblo | ۲۸۶          |
| هاریسویل، ویرجینیای غربی            | pueblo | ۱۸۷۶         |
| هارتفرد سیتی، ویرجینیای غربی        | pueblo | ۶۱۴          |
| هارت، ویرجینیای غربی                | CDP    | ۶۵۶          |
| هدگسویل، ویرجینیای غربی             | pueblo | ۳۱۸          |
| هلن، ویرجینیای غربی                 | CDP    | ۲۱۹          |
| هلویشا، ویرجینیای غربی              | CDP    | ۵۹           |
| هندرسون، ویرجینیای غربی             | pueblo | ۲۷۱          |
| هندریکس، ویرجینیای غربی             | pueblo | ۲۷۲          |
| هنلاوسون، ویرجینیای غربی            | CDP    | ۴۴۲          |
| هپزبا، ویرجینیای غربی               | CDP    | ۵۶۶          |
| هیکو، ویرجینیای غربی                | CDP    | ۲۷۲          |
| هیلزوو، ویرجینیای غربی              | pueblo | ۲۶۰          |
| هیلتاپ، ویرجینیای غربی              | CDP    | ۶۲۴          |
| هینتون، ویرجینیای غربی              | ciudad | ۲۶۷۶         |
| هوولدن، ویرجینیای غربی              | CDP    | ۸۷۶          |
| هوومتاون، ویرجینیای غربی            | CDP    | ۶۶۸          |
| هوورسون هایت، ویرجینیای غربی        | CDP    | ۲۵۹۰         |
| هاندرید، ویرجینیای غربی             | pueblo | ۲۹۹          |
| هونترسویل، ویرجینیای غربی           | CDP    | ۷۳           |
| هانتینگتون (ویرجینیای غربی)         | ciudad | ۴۹۱۳۸        |
| هریکین، ویرجینیای غربی              | ciudad | ۶۲۸۴         |
| هوتونسویل، ویرجینیای غربی           | pueblo | ۲۲۱          |
| ایاگر، ویرجینیای غربی               | pueblo | ۳۰۲          |
| ایدامای، ویرجینیای غربی             | CDP    | ۶۱۱          |
| اینوود، ویرجینیای غربی              | CDP    | ۲۹۵۴         |
| ایتمان، ویرجینیای غربی              | CDP    | ۲۹۳          |
| جاکسونبورگ، ویرجینیای غربی          | CDP    | ۱۸۲          |
| جین لو، ویرجینیای غربی              | pueblo | ۴۰۹          |
| جفرسن، ویرجینیای غربی               | CDP    | ۶۷۶          |
| جونیر، ویرجینیای غربی               | pueblo | ۵۲۰          |
| جاستیس، ویرجینیای غربی              | CDP    | ۴۱۲          |
| کنووا، ویرجینیای غربی               | ciudad | ۳۲۱۶         |
| کرمیت، ویرجینیای غربی               | pueblo | ۴۰۶          |
| کیسر، ویرجینیای غربی                | ciudad | ۵۴۳۹         |
| کیستوون، ویرجینیای غربی             | ciudad | ۲۸۲          |
| کیمبل، ویرجینیای غربی               | pueblo | ۱۹۴          |
| کیمبرلی، ویرجینیای غربی             | CDP    | ۲۸۷          |
| کینکید، ویرجینیای غربی              | CDP    | ۲۶۰          |
| کینگوود، ویرجینیای غربی             | ciudad | ۲۹۳۹         |
| کیستلر، ویرجینیای غربی              | CDP    | ۵۲۸          |
| کوپرستون، ویرجینیای غربی            | CDP    | ۶۱۶          |
| لاشمت، ویرجینیای غربی               | CDP    | ۴۷۹          |
| لاوالت، ویرجینیای غربی              | CDP    | ۱۰۷۳         |
| لیان، ویرجینیای غربی                | pueblo | ۱۵۸          |
| لا سژ، ویرجینیای غربی               | CDP    | ۱۳۵۸         |
| لستر، ویرجینیای غربی                | pueblo | ۳۴۸          |
| لویسبورگ، ویرجینیای غربی            | ciudad | ۳۸۳۰         |
| لیتلتن، ویرجینیای غربی              | CDP    | ۱۹۸          |
| لووگن، ویرجینیای غربی               | ciudad | ۱۷۷۹         |
| لوست کریک، ویرجینیای غربی           | pueblo | ۴۹۶          |
| لوبک، ویرجینیای غربی                | CDP    | ۱۳۱۱         |
| لومبرپورت، ویرجینیای غربی           | pueblo | ۸۷۶          |
| مابسکوت، ویرجینیای غربی             | pueblo | ۱۴۰۸         |
| مک‌آرتور، ویرجینیای غربی             | CDP    | ۱۵۰۰         |
| مک‌کونل، ویرجینیای غربی              | CDP    | ۵۱۴          |
| مک‌مچن، ویرجینیای غربی               | ciudad | ۱۹۲۶         |
| مدیسون، ویرجینیای غربی              | ciudad | ۳۰۷۶         |
| ملری، ویرجینیای غربی                | CDP    | ۱۶۵۴         |
| من، ویرجینیای غربی                  | pueblo | ۷۵۹          |
| مانینگتون، ویرجینیای غربی           | ciudad | ۲۰۶۳         |
| مارلینتون، ویرجینیای غربی           | pueblo | ۱۰۵۴         |
| مارمت، ویرجینیای غربی               | ciudad | ۱۵۰۳         |
| مارتینزبرگ، ویرجینیای غربی          | ciudad | ۱۷۲۲۷        |
| میسن، ویرجینیای غربی                | pueblo | ۹۶۸          |
| ماسونتوون، ویرجینیای غربی           | pueblo | ۵۴۶          |
| ماتوان، ویرجینیای غربی              | pueblo | ۴۹۹          |
| ماتهنی، ویرجینیای غربی              | CDP    | ۵۳۱          |
| ماتواکا، ویرجینیای غربی             | pueblo | ۲۲۷          |
| مایبوری، ویرجینیای غربی             | CDP    | ۲۳۴          |
| مدو بریج، ویرجینیای غربی            | pueblo | ۳۷۹          |
| میدلبورن، ویرجینیای غربی            | pueblo | ۸۱۵          |
| میدل‌وی، ویرجینیای غربی              | CDP    | ۴۴۱          |
| میل کریک، ویرجینیای غربی            | pueblo | ۷۲۴          |
| میلتن، ویرجینیای غربی               | pueblo | ۲۴۲۳         |
| میندن، ویرجینیای غربی               | CDP    | ۲۵۰          |
| مینرالولس، ویرجینیای غربی           | CDP    | ۱۹۵۰         |
| میچل هایت، ویرجینیای غربی           | pueblo | ۳۲۳          |
| موناویل، ویرجینیای غربی             | CDP    | ۳۰۹          |
| مونونگاه، ویرجینیای غربی            | pueblo | ۱۰۴۴         |
| مانتکام، ویرجینیای غربی             | CDP    | ۷۲۶          |
| مانتگامری، ویرجینیای غربی           | ciudad | ۱۶۳۸         |
| مانترووز، ویرجینیای غربی            | pueblo | ۱۵۶          |
| مورفیلد، ویرجینیای غربی             | pueblo | ۲۵۴۴         |
| مرگنتاون، ویرجینیای غربی            | ciudad | ۲۹۶۶۰        |
| ماوندزویل، ویرجینیای غربی           | ciudad | ۹۳۱۸         |
| ماونت کاربن، ویرجینیای غربی         | CDP    | ۴۲۸          |
| ماونت گای-شامروک، ویرجینیای غربی    | CDP    | ۱۷۷۹         |
| ماونت هووپ، ویرجینیای غربی          | ciudad | ۱۴۱۴         |
| مالن، ویرجینیای غربی                | ciudad | ۱۵۵۹         |
| Neibert                             | CDP    | ۱۸۳          |
| نتی، ویرجینیای غربی                 | CDP    | ۵۶۸          |
| نیوبورگ، ویرجینیای غربی             | pueblo | ۳۲۹          |
| نیو کامبرلند، ویرجینیای غربی        | ciudad | ۱۱۰۳         |
| نول، ویرجینیای غربی                 | CDP    | ۱۳۷۶         |
| نیو هیون، ویرجینیای غربی            | pueblo | ۱۵۶۰         |
| نیو مارتنزویل، ویرجینیای غربی       | ciudad | ۵۳۶۶         |
| نیو ریچموند، ویرجینیای غربی         | CDP    | ۲۳۸          |
| نایترو، ویرجینیای غربی              | ciudad | ۷۱۷۸         |
| نورتفورک، ویرجینیای غربی            | pueblo | ۴۲۹          |
| نورت هیلس، ویرجینیای غربی           | pueblo | ۸۳۲          |
| ناتر فرت، ویرجینیای غربی            | pueblo | ۱۵۹۳         |
| اووک هیل، ویرجینیای غربی            | ciudad | ۷۷۳۰         |
| اواکوال، ویرجینیای غربی             | pueblo | ۱۲۱          |
| اوشنا، ویرجینیای غربی               | pueblo | ۱۳۹۴         |
| عمر، ویرجینیای غربی                 | CDP    | ۵۵۲          |
| پادن سیتی، ویرجینیای غربی           | ciudad | ۲۶۳۳         |
| پیج، ویرجینیای غربی                 | CDP    | ۲۲۴          |
| پاگتون، ویرجینیای غربی              | CDP    | ۱۸۷          |
| پارکرزبرگ، ویرجینیای غربی           | ciudad | ۳۱۴۹۲        |
| پارسونز، ویرجینیای غربی             | ciudad | ۱۴۸۵         |
| پو پو، ویرجینیای غربی               | pueblo | ۵۰۸          |
| پکس، ویرجینیای غربی                 | pueblo | ۱۶۷          |
| پی ریج، ویرجینیای غربی              | CDP    | ۶۶۵۰         |
| پنسبورو، ویرجینیای غربی             | ciudad | ۱۱۷۱         |
| پنترس، ویرجینیای غربی               | CDP    | ۱۷۵          |
| پیترزبرگ، ویرجینیای غربی            | ciudad | ۲۴۶۷         |
| پترستوون، ویرجینیای غربی            | pueblo | ۶۵۳          |
| فیلیپای، ویرجینیای غربی             | ciudad | ۲۹۶۶         |
| پیکنز، ویرجینیای غربی               | CDP    | ۶۶           |
| پیدمانت، ویرجینیای غربی             | pueblo | ۸۷۶          |
| پینچ، ویرجینیای غربی                | CDP    | ۳۲۶۲         |
| پاین گروو، ویرجینیای غربی           | pueblo | ۵۵۲          |
| پاینویل، ویرجینیای غربی             | pueblo | ۶۶۸          |
| پاینی ویو، ویرجینیای غربی           | CDP    | ۹۸۹          |
| پلزنت ولی، ویرجینیای غربی           | ciudad | ۳۱۴۹         |
| پوک، ویرجینیای غربی                 | pueblo | ۹۷۴          |
| پوینت پلزنت، ویرجینیای غربی         | ciudad | ۴۳۵۰         |
| پوولتون، ویرجینیای غربی             | CDP    | ۶۱۹          |
| پرت، ویرجینیای غربی                 | pueblo | ۶۰۲          |
| پریچرد، ویرجینیای غربی              | CDP    | ۵۲۷          |
| پرینس، ویرجینیای غربی               | CDP    | ۱۱۶          |
| پرینستن، ویرجینیای غربی             | ciudad | ۶۴۳۲         |
| پراسپریتی، ویرجینیای غربی           | CDP    | ۱۴۹۸         |
| پولمن، ویرجینیای غربی               | pueblo | ۱۵۴          |
| کوینوود، ویرجینیای غربی             | pueblo | ۲۹۰          |
| ریچل، ویرجینیای غربی                | CDP    | ۲۴۸          |
| رسین، ویرجینیای غربی                | CDP    | ۲۵۶          |
| راینل، ویرجینیای غربی               | pueblo | ۱۵۰۵         |
| رند، ویرجینیای غربی                 | CDP    | ۱۶۳۱         |
| رانسون، ویرجینیای غربی              | ciudad | ۴۴۴۰         |
| راونسوود، ویرجینیای غربی            | ciudad | ۳۸۷۶         |
| رایسال، ویرجینیای غربی              | CDP    | ۴۶۵          |
| ریدر، ویرجینیای غربی                | CDP    | ۳۹۷          |
| رد جکیت، ویرجینیای غربی             | CDP    | ۵۸۱          |
| ردسویل، ویرجینیای غربی              | pueblo | ۵۹۳          |
| ریدی، ویرجینیای غربی                | pueblo | ۱۸۲          |
| رهودل، ویرجینیای غربی               | pueblo | ۱۷۳          |
| ریکوود، ویرجینیای غربی              | ciudad | ۲۰۵۱         |
| ریدگلی، ویرجینیای غربی              | pueblo | ۶۷۵          |
| ریپلی، ویرجینیای غربی               | ciudad | ۳۲۵۲         |
| ریوسویل، ویرجینیای غربی             | pueblo | ۹۳۴          |
| روبینت، ویرجینیای غربی              | CDP    | ۶۶۳          |
| رودرفیلد، ویرجینیای غربی            | CDP    | ۱۸۸          |
| رامنی، ویرجینیای غربی               | ciudad | ۱۸۴۸         |
| رونسورت، ویرجینیای غربی             | ciudad | ۱۷۶۵         |
| روسمور، ویرجینیای غربی              | CDP    | ۳۰۱          |
| روولسبورگ، ویرجینیای غربی           | pueblo | ۵۸۴          |
| روپرت، ویرجینیای غربی               | pueblo | ۹۴۲          |
| البنز، ویرجینیای غربی               | ciudad | ۱۱۰۴۴        |
| مریز، ویرجینیای غربی                | ciudad | ۱۸۶۰         |
| سیلم، ویرجینیای غربی                | ciudad | ۱۵۸۶         |
| سولت راک، ویرجینیای غربی            | CDP    | ۳۸۸          |
| اسند فرک، ویرجینیای غربی            | pueblo | ۱۵۹          |
| اسرا ان، ویرجینیای غربی             | CDP    | ۳۴۵          |
| اسکربرو، ویرجینیای غربی             | CDP    | ۴۸۶          |
| شیدی اسپرینگ، ویرجینیای غربی        | CDP    | ۲۹۹۸         |
| شانوندال، ویرجینیای غربی            | CDP    | ۳۳۵۸         |
| شنندووا جانکشن، ویرجینیای غربی      | CDP    | ۷۰۳          |
| شپهردستوون، ویرجینیای غربی          | pueblo | ۱۷۳۴         |
| شینستون، ویرجینیای غربی             | ciudad | ۲۲۰۱         |
| شروزبری، ویرجینیای غربی             | CDP    | ۶۵۲          |
| سیسونویل، ویرجینیای غربی            | CDP    | ۴۰۲۸         |
| سیسترسویل، ویرجینیای غربی           | ciudad | ۱۳۹۶         |
| اسمیدرینز، ویرجینیای غربی           | ciudad | ۸۱۳          |
| اسمیتفیلد، ویرجینیای غربی           | pueblo | ۱۴۵          |
| سووفی، ویرجینیای غربی               | pueblo | ۱۳۴۴         |
| South Charleston, West Virginia     | ciudad | ۱۳۴۵۰        |
| اسپلتر، ویرجینیای غربی              | CDP    | ۳۴۶          |
| اسپنسر، ویرجینیای غربی              | ciudad | ۲۳۲۲         |
| اسپرینگفیلد، ویرجینیای غربی         | CDP    | ۴۷۷          |
| استنفورد، ویرجینیای غربی            | CDP    | ۱۳۵۰         |
| استار سیتی، ویرجینیای غربی          | pueblo | ۱۸۲۵         |
| استولینگس، ویرجینیای غربی           | CDP    | ۳۱۶          |
| استونوود، ویرجینیای غربی            | ciudad | ۱۸۰۶         |
| سامرسویل، ویرجینیای غربی            | pueblo | ۳۵۷۲         |
| ساتن، ویرجینیای غربی                | pueblo | ۹۹۴          |
| اسویتسر، ویرجینیای غربی             | CDP    | ۵۹۵          |
| سیلوستر، ویرجینیای غربی             | pueblo | ۱۶۰          |
| تایس ولی، ویرجینیای غربی            | CDP    | ۱۳۱۷۵        |
| ترا التا، ویرجینیای غربی            | pueblo | ۱۴۷۷         |
| تامس، ویرجینیای غربی                | ciudad | ۵۸۶          |
| ترمند، ویرجینیای غربی               | pueblo | ۵            |
| تیوگا، ویرجینیای غربی               | CDP    | ۹۸           |
| تریادلفیا، ویرجینیای غربی           | pueblo | ۸۱۱          |
| تونلتون، ویرجینیای غربی             | pueblo | ۲۹۴          |
| توایلایت، ویرجینیای غربی            | CDP    | ۹۰           |
| ایونین، ویرجینیای غربی              | pueblo | ۵۶۵          |
| آپر فلز، ویرجینیای غربی             | CDP    | ۳۷۰۱         |
| ولی بند، ویرجینیای غربی             | CDP    | ۴۸۵          |
| ولی گروو، ویرجینیای غربی            | villa  | ۳۷۸          |
| ولی هد، ویرجینیای غربی              | CDP    | ۲۶۷          |
| ون، ویرجینیای غربی                  | CDP    | ۲۱۱          |
| وردونویل، ویرجینیای غربی            | CDP    | ۶۸۷          |
| وینا، ویرجینیای غربی                | ciudad | ۱۰۷۴۹        |
| ویویان، ویرجینیای غربی              | CDP    | ۸۲           |
| ور، ویرجینیای غربی                  | ciudad | ۸۶۲          |
| واردنسویل، ویرجینیای غربی           | pueblo | ۲۷۱          |
| واشینگتن، ویرجینیای غربی            | CDP    | ۱۱۷۵         |
| واورلی، ویرجینیای غربی              | CDP    | ۳۹۵          |
| وین، ویرجینیای غربی                 | pueblo | ۱۴۱۳         |
| ویرتون، ویرجینیای غربی              | ciudad | ۱۹۷۴۶        |
| ولچ، ویرجینیای غربی                 | ciudad | ۲۴۰۶         |
| ولسبورگ، ویرجینیای غربی             | ciudad | ۲۸۰۵         |
| وست هملین، ویرجینیای غربی           | pueblo | ۷۷۴          |
| وست لیبرتی، ویرجینیای غربی          | pueblo | ۱۵۴۲         |
| وست لووگن، ویرجینیای غربی           | pueblo | ۴۲۴          |
| وست میلفرد، ویرجینیای غربی          | pueblo | ۶۳۰          |
| وستون، ویرجینیای غربی               | ciudad | ۴۱۱۰         |
| وستوور، ویرجینیای غربی              | ciudad | ۳۹۸۳         |
| وست ایونین، ویرجینیای غربی          | pueblo | ۸۲۵          |
| ویلینگ، ویرجینیای غربی              | ciudad | ۲۸۴۸۶        |
| وایت هال، ویرجینیای غربی            | pueblo | ۶۴۸          |
| وایت سالفر اسپرینگز، ویرجینیای غربی | ciudad | ۲۴۴۴         |
| وهیتسویل، ویرجینیای غربی            | pueblo | ۵۱۴          |
| وهیتمر، ویرجینیای غربی              | CDP    | ۱۰۶          |
| ویلی فرد، ویرجینیای غربی            | CDP    | ۱۰۲۶         |
| ویلیمسن، ویرجینیای غربی             | ciudad | ۳۱۹۱         |
| ویلیامستوون، ویرجینیای غربی         | ciudad | ۲۹۰۸         |
| وینزر هایت، ویرجینیای غربی          | villa  | ۴۲۳          |
| وینفیلد، ویرجینیای غربی             | pueblo | ۲۳۰۱         |
| وولف سامیت، ویرجینیای غربی          | CDP    | ۲۷۲          |
| ووملسدورف، ویرجینیای غربی           | pueblo | ۲۵۰          |
| وردینگتون، ویرجینیای غربی           | pueblo | ۱۵۸          |

## جستارهای ویژه
- فهرست شهرهای ویرجینیا غربی